# Архиепархия Страсбурга
Архиепархия Страсбурга (лат. Archidioecesis Argentoratensis o Argentinensis, фр. Archidiocèse de Strasbourg) архиепархия Римско-католической церкви во Франции, входящая в церковную область Восток во Франции и находящаяся в прямом подчинении Святому Престолу. В настоящее время епархией управляет архиепископ Люк Равель. Вспомогательные епископы — Кристиан Жорж Николя Крац, Винсен Дольмен. Епископ-эмерит — Жан-Пьер Грайе.
Клир епархии включает 722 священника (517 епархиальных и 205 монашествующих священников), 80 постоянных диаконов, 341 монаха, 1 257 монахинь.
Адрес епархии: 16 rue Brulee, F-67081 Strasbourg CEDEX, Francia.

## Территория
В юрисдикцию епархии входит 767 приходов в департаментах Нижний Рейн и Верхний Рейн, включая, таким образом, всю территорию Эльзаса.
Кафедра архиепископа находится в городе Страсбург в церкви Нотр Дам де Страсбур.

## История
Кафедра Страсбурга впервые упоминается в 343 году. Тогда же упоминается епископ Аманд, первый известный по имени из архиереев, занимавших кафедру. В V веке город был разрушен вторжением язычников-алеманнов. С VI века, с присоединением этой области к королевству Австразии под управлением Меровингов, а затем Каролингов, христианство получило распространение в регионе во многом благодаря трудам двух святых епископов, Арбогаста и Флоренция (Флоранса), и монахов-миссионеров из Ирландии, среди которых особо следует отметить святого Галла и святого Колумбана.
В IX веке епархия Страсбурга вошла в церковную провинцию Майнца и оставалась в ней до Великой Французской революции. В 962 году Эльзас стал частью Священной Римской империи.
Вся территория епископства находилась под управление императоров с XIII века до 1803 года, за исключением Страсбурга, который с 1262 года имел статус вольного города.
В XVI веке во время Реформации в Эльзасе и Страсбурге шли ожесточённые споры между протестантами и католиками. По этой причине некоторое время епископская кафедра оставалась вакантной. Обе стороны пытались навязать своего кандидата. В этой борьбе победил кандидат католиков, так как в Страсбурге и в самом Эльзасе католики составляли большинство, но собор удержали за собой протестанты. Только в 1681 году собор в Страсбурге был возвращён католикам.
По Вестфальскому миру в 1648 году большая часть Эльзаса вошла в состав Франции. По договору в Рисвике от 1697 года Священной Римской империей была признана аннексия Францией этих земель. Только земли епархии к востоку от Рейна остались в империи и в 1803 году вошли в состав Великого герцогства Баден.
После конкордата 1801 года буллой Qui Christi Domini от 29 ноября 1801 года епархия Страсбурга вошла в церковную провинцию Безансона.
14 июня 1874 года декретом Rem in ecclesiastica Консисторский конгрегации епархия Страсбурга была поставлена в прямое подчинение Святому Престолу. А 10 июля того же года в её состав вошли территории, ранее принадлежавшие епархии Сен-Дье.
1 июня 1988 года епархия Страсбурга была возведена в ранг архиепархии Папой Иоанном Павлом II, не получив статуса митрополии. Архиепископы здесь назначаются президентом Французской Республики.

## Ординарии епархии
| - Аманд (344—346/359) - Иустин (IV век) - Максимин (IV век) - Валентин (430) - Соларий (V век) - святой Арбогаст Страсбургский (вторая половина VI века) - святой Флорентий Страсбургский (конец VI — начало VII века) - Ансоальд (упоминается в 614) - Биульф (VII век) - Магн (VII век) - Альдо (VII век) - Гароин (VII век) - Ландберт (VII век) - Ротарий (660/665—677/678) - Родобальд (VII век) - Магнеберт (VII век) - Лобиол (VII век) - Гундоальд (VII век) - Гандо (Годо) (VII/VIII век) - Видегерн (728) - Вандалфрид (728—734) - Хеддо (739—760) - Хелидульф (760—765) - Ремигий (765 — 20.03.783) - Рахио (783—815) - Уто I (815) - Эрлехард (817) - Адалох (28.08.817 — 822) - Бернольд (822 — 17.04.840) - Уто II (IX век) - Ратольд (24.06.840 — 21.11.875) - Регинхард (876 — 10.05.888) - Бальдрам (888 — 12.04.906) - Отберт (906 — 30.08.913) - Гозфрид (13.09.913 — 8.11.913) - Рихвин (914 — 30.08.933) - Рутард (10.11.933 — 5.04.950) - Уто III (13.08.950 — 26.08.965) - Эрканбальд (17.09.965 — 11.10.991) - Вильдерод (992 — 4.07.999) - Алавих II (999 — 3.02.1001), бенедиктинец - Вернер I фон Габсбург (1001 — 28.10.1029) - Вильгельм I (1030 — 7.11.1047) - Вицелин (Герранд) (1048 — 15.01.1065) - Вернер II фон Ахальм (1065—1079) - Теобальд (1079—1084) - Отто фон Бюрен (фон Гогенштауфен) (1085 — 3.08.1100) - Бальдуин (1100) - Куно фон Михельбах (1100—1123) - Бруно фон Хайгерлох-Виснек (1123—1126) - Эберхард фон Фюрстенберг (1126—1127) - Бруно фон Хайгерлох-Виснек (1129 — 22.03.1131), вторично | - Гебхард фон Урах (22.03.1131 — 1141) - Бурхард I фон Михельбах (10.04.1141 — 10.07.1162) - Рудольф фон Ротвайль (1162—1179) - Конрад I фон Герольдзек (20.12.1179 — 21.12.1180) - Генрих I фон Хазенбург (18.04.1181 — 25.03.1190) - Конрад II фон Хюнебург (10.04.1190 — 3.11.1202) - Генрих II фон Феринген (1202 — 11.03.1223) - Бертольд I фон Тек (1223—1244) - Генрих III фон Шталек (1245 — 3.03.1260) - Вальтер фон Герольдзек (27.03.1260 — 12.02.1263) - Генрих IV фон Герольдзек (22.04.1263 — 1273) - Конрад III фон Лихтенберг (1273 — 1.08.1299) - Фридрих I фон Лихтенберг (15.09.1299 — 20.12.1305) - Иоганн I фон Дюрбхайм (Дипенхайм) (18.02.1306 — 6.11.1328) - Бертольд II фон Бухегг (28.11.1328 — 25.11.1353) - Иоганн II фон Лихтенберг (15.01.1354 — 14.09.1365) - Иоганн III фон Люксембург-Линьи (23.12.1365 — 28.04.1371), назначен архиепископом Майнца - Лампрехт фон Брунн (28.04.1371 — 28.04.1374), назначен епископом Бамберга - Лампрехт фон Брунн (27.08.1374 — 1375), апостольский администратор - Фридрих II фон Бланкенхайм (5.07.1375 — 7.07.1393), назначен епископом Утрехта - Людвиг фон Тирштайн (1393), бенедиктинец; избранный епископ - Бурхард II фон Лютцельштайн (1393—1394), избранный епископ - Вильгельм II фон Дист (27.07.1393 — 6.10.1439) - Конрад IV фон Буснанг (1439 — 11.11.1440) - Рупрехт фон Пфальц-Зиммерн (11.11.1440 — 18.10.1478) - Альбрехт фон Пфальц-Мосбах (18.01.1479 — 20.08.1506) - Вильгельм III фон Хонштайн (4.12.1506 — 29.06.1541) - Эразмус Шенк фон Лимбург (9.12.1541 — 27.11.1568) - вакантно (1568—1573) - Иоганн Георг Бранденбургский (26.06.1573 — 2.05.1592) - Карл Лотарингский (1.07.1592 — 24.11.1607) - Леопольд Австрийский (24.11.1607 — 19.04.1626), апостольский администратор - Леопольд Вильгельм Австрийский (10.10.1626 — 21.11.1662), апостольский администратор - Франц Эгон фон Фюрстенбергг (30.07.1663 — 1.04.1682) - Вильгельм Эгон фон Фюрстенберг (8 июня 1682 — 10 апреля 1704) - Арман Гастон Максимильен де Роган (10 апреля 1704 — 19 июля 1749) - Арман II де Роган-Субиз (19.07.1749 — 28.06.1756) - Шарль-Луи-Сезар-Константен де Роган-Гемене-Монбазон (3.01.1757 — 11.03.1779) - Луи-Рене-Эдуард де Роган-Гемене (11.03.1779 — 29.11.1801) - Жан-Батист-Пьер Сорин (9.04.1802 — 7.05.1813) - вакантно (1813—1817) - Гюстав-Максимильен-Жюст де Крой (8.08.1817 — 4.07.1823), назначен архиепископом Руана - Клод Мари Поль Тарен (23.08.1823 — 16.11.1826) - Жан-Франсуа-Мари Ле Папп де Треверн (13.12.1826 — 27.08.1842) - Андреас Рес (27.08.1842 — 17.11.1887) - Петер Пауль Штумпф (17.11.1887 — 10.08.1890) - Адольф Фритцен (24.01.1891 — 31.07.1919) - Шарль-Жозеф-Эжен Рюш (1.08.1919 — 29.08.1945) - Жан-Жюльен Вебер (29.08.1945 — 30.12.1966) - Леон Артюр Эльхингер (30.12.1966 — 16.07.1984) - Шарль Амарен Бранд (16.07.1984 — 23.10.1997) - Жозеф Доре (23.10.1997 — 25.08.2006), сульпицианец - Жан Пьер Гралле (с 21 апреля 2007 года — 18.02.1017) - Люк Равель (с 18.02.2017 — по настоящее время) |  |

## Статистика
На конец 2014 года из 1 843 000 человек, проживающих на территории епархии, католиками являлись 1 380 000 человек, что соответствует 74,9 % от общего числа населения епархии.
| год  | население | население | население | священники | священники        | священники         | священники                           | постоянные диаконы | монахи  | монахи  | приходы |
| год  | католики  | всего     | %         | всего      | белое духовенство | черное духовенство | число католиков на одного священника | постоянные диаконы | мужчины | женщины | приходы |
| ---- | --------- | --------- | --------- | ---------- | ----------------- | ------------------ | ------------------------------------ | ------------------ | ------- | ------- | ------- |
| 1950 | 893.899   | 1.216.490 | 73,5      | 1.325      | 1.155             | 170                | 674                                  |                    | 300     | 1.200   | 725     |
| 1970 | 1.100.000 | 1.412.385 | 77,9      | 1.205      | 1.205             |                    | 912                                  |                    |         |         | 767     |
| 1980 | 1.170.000 | 1.543.000 | 75,8      | 1.427      | 993               | 434                | 819                                  |                    | 625     | 3.616   | 773     |
| 1990 | 1.290.000 | 1.620.000 | 79,6      | 1.167      | 848               | 319                | 1.105                                | 23                 | 461     | 2.649   | 767     |
| 1999 | 1.368.000 | 1.713.416 | 79,8      | 1.009      | 697               | 312                | 1.355                                | 45                 | 444     | 2.006   | 767     |
| 2000 | 1.300.000 | 1.708.025 | 76,1      | 995        | 682               | 313                | 1.306                                | 45                 | 453     | 1.970   | 767     |
| 2001 | 1.300.000 | 1.713.416 | 75,9      | 971        | 658               | 313                | 1.338                                | 45                 | 436     | 1.866   | 750     |
| 2002 | 1.300.000 | 1.713.416 | 75,9      | 957        | 644               | 313                | 1.358                                | 45                 | 417     | 1.793   | 767     |
| 2003 | 1.300.000 | 1.713.416 | 75,9      | 907        | 619               | 288                | 1.433                                | 50                 | 418     | 1.728   | 762     |
| 2004 | 1.350.000 | 1.800.000 | 75,0      | 920        | 649               | 271                | 1.467                                | 51                 | 367     | 1.686   | 767     |
| 2010 | 1.360.000 | 1.900.000 | 71,6      | 830        | 572               | 258                | 1.638                                | 73                 | 341     | 1.257   | 767     |
| 2014 | 1.380.000 | 1.843.000 | 74,9      | 722        | 517               | 205                | 1.911                                | 80                 | 282     | 1.050   | 767     |